# Lilijka (roślina)

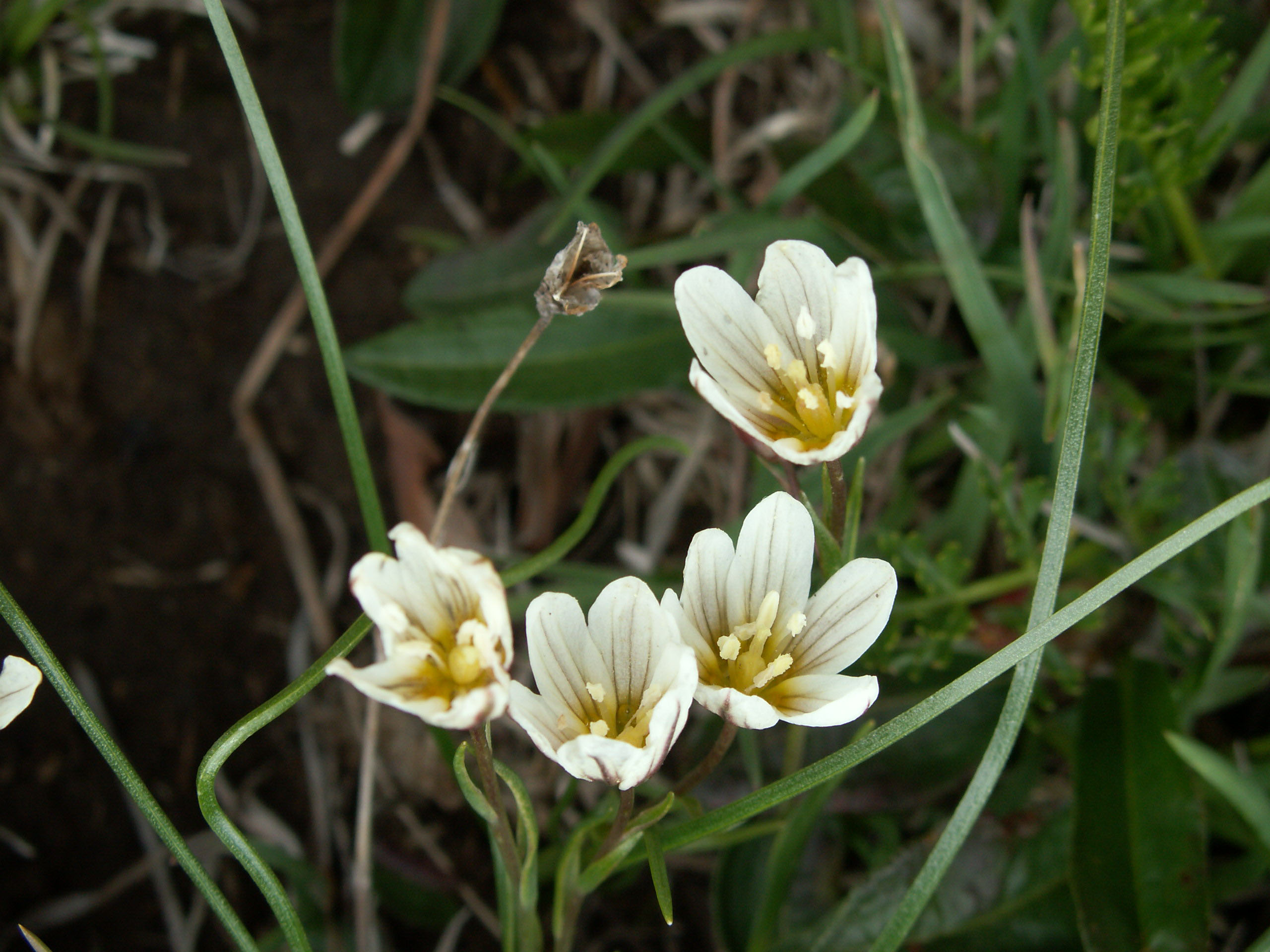
Lilijka alpejska

Lilijka (Lloydia Salisb. ex Rchb.) – rodzaj roślin tradycyjnie wyróżniany w rodzinie liliowatych (Liliaceae). W nowszych ujęciach systematycznych włączany do rodzaju złoć Gagea. Zaliczano tu 11 gatunków, występujących na obszarze subarktycznym i subalpejskim półkuli północnej. Do flory Polski należy jeden gatunek: lilijka alpejska (Lloydia serotina (L.) Rchb.). 
Nazwa naukowa rodzaju została nadana na cześć Edwarda Lloyda (wal. Lhuyd), odkrywcy lilijki alpejskiej w górach Walii, kuratora Ashmolean Museum.

## Morfologia
Pęd podziemnyJajowata cebula pokryta tuniką z kołnierzem tworzonym przez pozostałości nasad liści.
LiścieRośliny tworzą od jednego do kilku liści odziomkowych, relatywnie długich, zwykle nitkowatych oraz liście łodygowe.
KwiatyPojedyncze lub kilka zebranych w baldachopodobny kwiatostan. Okwiat pojedynczy, lejkowaty. Listki okwiatu wolne, białe lub żółte, niekiedy z purpurowym wzorem, zwykle z miodnikiem. Pręciki osadzone u nasady listków. Nitki nitkowate, niekiedy owłosione. Główki elipsoidalne. Zalążnia trójkomorowa. Szyjka słupka raczej długa, przechodząca w trójdzielne znamię.
OwoceWąsko elipsoidalne do szeroko odwrotnie jajowatych torebki, pękające dystalnie komorowo. Nasiona deltoidalne do wąsko jajowato-równowąskich, niekiedy oskrzydlone na jednym końcu.

## Systematyka
Wyniki badań molekularnych wskazują na zagnieżdżenie gatunków tu zaliczanych wśród przedstawicieli rodzaju złoć (Gagea), w związku z czym rodzaj lilijka (Lloydia) jest włączany do rodzaju Gagea w randze sekcji. Tradycyjnie rodzaj wyróżniany był w starszych systemach klasyfikacyjnych w obrębie rodziny liliowatych Liliaceae.
Homonimy taksonomiczne
Lloydia C. H. Chow = Sinolloydia C. H. Chow
Wykaz gatunków
- Lloydia delavayi Franch.
- Lloydia delicatula Noltie
- Lloydia flavonutans H.Hara
- Lloydia himalensis Royle
- Lloydia ixiolirioides Baker ex Oliv.
- Lloydia longiscapa Hook.
- Lloydia oxycarpa Franch.
- Lloydia serotina (L.) Rchb. – lilijka alpejska
- Lloydia tibetica Baker ex Oliv.
- Lloydia triflora (Ledeb.) Baker
- Lloydia yunnanensis Franch.